# Castillo de Vallehermoso
El castillo de Vallehermoso, también conocido como el castillo de Ayamonte o castillo de Carastas, se encuentra situado en el término municipal de Olvera de la provincia de Cádiz. El 29 de junio de 1985 es declarado Bien de Interés Cultural.
Se trata de un pequeño castillo ubicado sobre una cresta de toba porosa, quedando sólo accesible la parte que da a la rampa de acceso, en recodo, terminando en una puerta que, por lo poco que queda de ella, se ve que era de ladrillo y estaba enmarcada en un alfiz. La torre del Homenaje servía además como defensa para la puerta, y sobre ella se adivina la existencia de un pequeño matacán. Bajo la torre hay un aljibe casi cegado. Los muros son de poco grosor, y el adarve debió ser una pasarela fabricada de madera.
Dentro del recinto queda un edificio, una especie de torre alargada que en su día tuvo dos plantas y cuyo acceso se hacía a través de la planta superior. Ha sido utilizado como redil de ganado hasta prácticamente hoy día. Por sus materiales parece ser de la misma época en que se construyó el castillo, y quizá debió dar alojamiento a una pequeña tropa dedicada a vigilar tanto el castillo como la comarca.

## Historia
Fortaleza fronteriza del Reino nazarí de Granada. Fue tomada por Alfonso XI de Castilla en 1327, junto con Olvera y Pruna. En una ofensiva que culminó en su victoria en la batalla de Teba en 1330.

## Actualidad
La fortaleza se encuentra en un estado ruinoso, entrando en la lista roja de patrimonio en peligro de España.
Hay propuestas para ponerla en valor como la de la Asociación para la Defensa y Promoción del Patrimio Histórico-Artístico y Natural de Olvera (ADEPPHANOL) que ha reunido a administración central, autonómica, provincial y local.